# 平戸市の地名
平戸市の地名では、長崎県平戸市の地名の一覧を記す。（）内は平戸市になる前の字名。なお、平戸市の町は生月町、田平町、大島村を除きすべて合併と同時に発足している。
住所表記として用いられる地名の他に、行政上の単位で、自治会としても用いられる行政区の所属についても併記する。

## 旧平戸町
旧平戸城下
市町村制施行以来の、平戸村編入前の平戸町にあたる地区。 大字や免が設置されていなかった部分（平戸町○○番地）にあたり、市制施行にあたり、番地ごとに町名設置が行われた。当地区は町名と行政区が一致しているため、省略とする。
- 新町(1～105番地)
- 職人町(106～269番地)
- 魚の棚町(270～362番地)
- 紺屋町(363～392番地)
- 木引田町(393～477番地)
- 築地町(478～571番地)
- 宮の町(572～663番地)
- 浦の町(664～759番地)
- 崎方町(760～913番地)

旧平戸村
「平戸」「度島」の2大字が存在した。
- 明の川内町（平戸明ノ川内免）

行政区: 明の川内
- 岩の上町（平戸岩ノ上免）

行政区: 亀岡、清水川、白浜、稗田、中の崎、下大垣、上大垣
- 大久保町（平戸大久保免）

行政区: 小川、大久保、中の原、幸の浦、田の浦、曲り、潮の浦、神崎、田助在、油水
- 大野町（平戸大野免）

行政区: 大野
- 鏡川町（平戸鏡川免）

行政区: 赤坂、後平、薄香越、西の久保、梅崎、薄香浦、田原崎
- 木引町（平戸木引免、こひき）

行政区: 木引
- 度島町（度島度島免）

行政区: 度島浦、度島中部、度島三免
- 田助町（平戸田助浦免）

行政区: 田助浦
- 戸石川町（平戸戸石川免）

行政区: 戸石川、杉山

## 旧中野村
旧中野村地区の町は以下の通り
- 大山町（大山免）

行政区: 大山
- 川内町（川内免）

行政区: 川内在、川内浦
- 下中野町（下中野免）

行政区: 下中野
- 主師町（主師免、しゅうし）

行政区: 主師、山野・白石
- 中野大久保町（大久保免）

行政区: 中野大久保
- 古江町（古江免）

行政区: 古江、大瀬
- 坊方町（坊方免）

行政区: 坊方
- 山中町（山中免）

行政区: 山中北、山中南
- 水垂町（水垂免、みずたり） - 1914年紐差村大字宝亀より編入。

行政区: 水垂

## 旧紐差村
旧紐差村には「紐差」「宝亀」の2大字が存在した。
- 赤松町（紐差赤松免）

行政区: 赤松
- 大川原町（紐差大川原免）

行政区: 大川原
- 木ヶ津町（紐差木ヶ津免）

行政区: 木ヶ津1～4
- 草積町（紐差草積免）

行政区: 草積、石原田
- 木場町（宝亀木場免）

行政区: 木場、田崎、神鳥
- 紐差町（紐差紐差免）

行政区: 紐差1～4
- 深川町（紐差深川免）

行政区: 深川
- 朶の原町（紐差朶ノ原免、へごのはら）

行政区: 朶の原
- 宝亀町（宝亀宝亀免）

行政区: 宝亀1～4
- 迎紐差町（紐差迎紐差免）

行政区: 迎紐差
- （宝亀水垂免 - 1914年中野村へ編入）

## 旧獅子村
旧獅子村地区の町は以下の通り
- 飯良町（飯良免、いいら）

行政区: 飯良1～2
- 大石脇町（大石脇免）

行政区: 大石脇
- 春日町（春日免）

行政区: 春日
- 獅子町（獅子免）

行政区: 獅子1～4
- 高越町（高越免）

行政区: 高越
- 根獅子町（根獅子免、ねしこ）

行政区: 根獅子1～4

## 旧中津良村
旧中津良村地区の町は以下の通り
- 猪渡谷町（猪渡谷免、いとや）

行政区: 猪渡谷
- 上中津良町（上中津良免）

行政区: 上中津良
- 敷佐町（敷佐免）

行政区: 敷佐
- 下中津良町（下中津良免）

行政区: 下中津良
- 堤町（堤免）

行政区: 堤

## 旧津吉村
旧津吉村には「前津吉」「古田（こた）」の2大字が存在した。
- 鮎川町（古田鮎川免）

行政区: 鮎川(一部)
- 大佐志町（古田大佐志免）

行政区: 大佐志
- 神上町（前津吉川尻免）

行政区: 神上(一部)
- 神ノ川町（前津吉神ノ川免、こうのかわ）

行政区: 前津吉浦(一部)
- 神船町（古田神船免、しぶね）

行政区: 神船
- 田代町（前津吉田代免）

行政区: 田代
- 辻町（古田辻免）

行政区: 鮎川(一部)
- 津吉町（古田古田免）

行政区: 津吉中央、津吉元
- 西中山町（古田西中山免）

行政区: 中山(一部)
- 東中山町（古田中山東免）

行政区: 中山(一部)
- 無代寺町（古田無代寺免、ぶだいじ）

行政区: 鮎川(一部)
- 船木町（前津吉船木免）

行政区: 船木
- 前津吉町（前津吉田原免）

行政区: 前津吉浦(一部)、前津吉浜、神上(一部)

## 旧志々伎村
旧志々伎村地区の町は以下の通り
- 石堂町（石堂免）

行政区: (無住地につきなし)
- 大志々伎町（大志々伎免）

行政区: 大志々伎
- 小田町（小田免）

行政区: 志々伎肥、船越(一部)
- 志々伎町（浦志々伎免）

行政区: 志々伎浦、志々伎岡
- 野子町（野子免）

行政区: 船越(一部)、向月、野子、宮の浦、高島
- 早福町（早福免）

行政区: 早福

## 平成の大合併により新たに平戸市域となった自治体
2005年（平成17年）に旧平戸市と合併した生月町、田平町、大島村の地名は○○町(村)○○のように合併前の町村名を冠した後に字名（免または浦の名称）が付く。

### 生月町
1970年に大字を廃止している。大半の字名が合併後もそのまま引き継がれたが、壱部免のみ壱部・御崎に分割された。
- 壱部浦（生月壱部浦）

行政区: 浦北(白山、恵比須、浦中)、浦南(正前、宮田、里浜)
- 壱部 ← 壱部免（生月壱部免）

行政区: 壱部(森、竹崎、大久保)
- 御崎 ← 壱部免（生月壱部免）

行政区: 御崎
- 里免（生月里免）

行政区: 元触(元触、里)、堺目(堺目、上堺目)
- 舘浦（山田舘浦）

行政区: 舘浦(浜舘、屋敷。1～4区という区分もあり、それぞれ、1～2区、3～4区が該当)
- 南免（山田南免）

行政区: 舘浦(5区・潮見)
- 山田免（山田山田免）

行政区: 山田(山田、日草、正和)

### 田平町
旧南田平村は2大字が存在したが、田平町合併時に廃止している。
旧田平村
- 上亀免

行政区: 上亀
- 小崎免

行政区: 小崎
- 里免

行政区: 上里、下里
- 下亀免

行政区: 下亀
- 岳崎免

行政区: 岳崎
- 福崎免

行政区: 福崎
- 横島免

行政区: (無住地につきなし)
旧南田平村
- 一関免（小手田一関免、いっせき）

行政区: (不明)
- 以善免（下寺以善免、いよし）

行政区: 以善
- 大久保免（小手田大久保免）

行政区: 永久保、大崎、釜田、大久保
- 荻田免（小手田荻田免）

行政区: 東荻田、西荻田、南荻田
- 小手田免（小手田小手田免）

行政区: 小手田、米の内、坊田
- 下寺免（下寺下寺免）

行政区: 下寺、生向、外目
- 田代免（下寺田代免）

行政区: 田代
- 野田免（小手田野田免）

行政区: 日の浦、野田
- 深月免（下寺深月免）

行政区: 万場
- 古梶免（下寺古梶免）

行政区: 古梶
- 本山免（小手田本山免）

行政区: (不明)
- 山内免（小手田山内免）

行政区: 山内、平戸口、永田
- （下寺末橘免→末橘免、1955年江迎町に編入）

### 大島村
1973年に大字の廃止（ただし、的山（あずち）の冠称は存続）、「免」を削除する（神浦を除く）改称を行った。
- 的山川内（的山川内免）[2]

行政区: 的山浦(戎町、大黒町、中ノ町、浦方町、橋元町、新栄町、明福町)、的山在(辻田、川内)
- 的山戸田（的山戸田免）[2]

行政区: 的山在(五乗寺、迎、板の浦)
- 大根坂（大島大根坂免）

行政区: 大根坂(出口、中央、上尾東、尾東)
- 神浦（大島神浦、こうのうら）

行政区: 西神浦(西片町、小倉町、西中町、昭和町、西流川、西横町、西元町、三坂町、緑ヶ丘、協和町)、東神浦(上本町、中本町、下本町、稲荷町、小浜町、宮崎町、三軒家)
- 西宇戸（大島西宇戸免）

行政区: 西宇戸(山ノ頭、中宇土、野中)
- 前平（大島前平免）

行政区: 前平(前平西、神山、川畑、前平東、小田の原)

## 脚註
1. ↑  長崎県告示第960号『平戸市の区域内の字の名称の変更』長崎県公報 平成17年10月1日付号外（国立国会図書館デジタルコレクション）
2. 1 2 3  「的山」の読みについては、合併し平戸市となった際に「あずち」から「あづち」に改称している。